# Bandolero (band)
Bandolero was een Franse band in 1983 opgericht door de broers José en Carlos Perez. 
Beide broers zijn voormalige leden van de punkrockband Guilty Razors. Samen met Jill Merme-Bourezak hadden ze met deze nieuwe band in 1983 een deduut met de zomerhit Paris Latino.
- Bibliothèque nationale de France: cb139018059 (data)
- Gemeinsame Normdatei: 10281003-5
- International Standard Name Identifier: 0000 0001 2253 8918
- Library of Congress Control Number: no98051326
- MusicBrainz: c2230375-d760-46b1-968a-a1db6924f223
- Système universitaire de documentation: 157332292
- Virtual International Authority File: 127453272